# (523794) 2015 RR245
(523794) 2015 RR245 ist ein großes transneptunisches Objekt, das bahndynamisch als Resonantes KBO (2:9–Resonanz) oder als Scattered Disc Object (SDO) eingestuft wird. Aufgrund seiner Größe ist der Asteroid ein Zwergplanetenkandidat.

## Entdeckung
2015 RR245 wurde am 9. September 2015 von einem Astronomenteam, bestehend aus Michele Bannister, JJ Kavelaars, Brett Gladman, Jean-Marc Petit und Todd Burdulis des 3,6–m–CFHT–Teleskops (Outer Solar System Origins Survey–Projekt (OSSOS) am Mauna-Kea-Observatorium, Hawaii), auf fotografischen Aufnahmen vom 15. Juni 2010 des 1,8–m–Pan-STARRS–Teleskops (PS1) am Haleakalā-Observatorium (Maui) entdeckt. Die Entdeckung wurde am 10. Juli 2016 bekanntgegeben, der Planetoid erhielt am 25. September 2018 von der IAU die Kleinplaneten-Nummer 523794.
Nach seiner Entdeckung ließ sich 2015 RR245 auf Fotos vom 15. Oktober 2004, die am Cerro Tololo-Observatorium (Chile) gemacht wurden, zurückgehend identifizieren und so seinen Beobachtungszeitraum um 11 Jahre verlängern, um so seine Umlaufbahn genauer zu berechnen. Seither konnte 2015 RR245 zwischen 2008 und 2016 auch auf Bildern der Sloan Digital Sky Survey und Pan-STARRS–Projekte und anderen erdbasierten Teleskopen identifiziert werden. Im Oktober 2018 lagen insgesamt 183 Beobachtungen über einen Zeitraum von 14 Jahren vor. Die bisher letzte Beobachtung wurde im November 2017 wiederum am Mauna-Kea-Observatorium durchgeführt. (Stand 14. März 2019)

## Eigenschaften

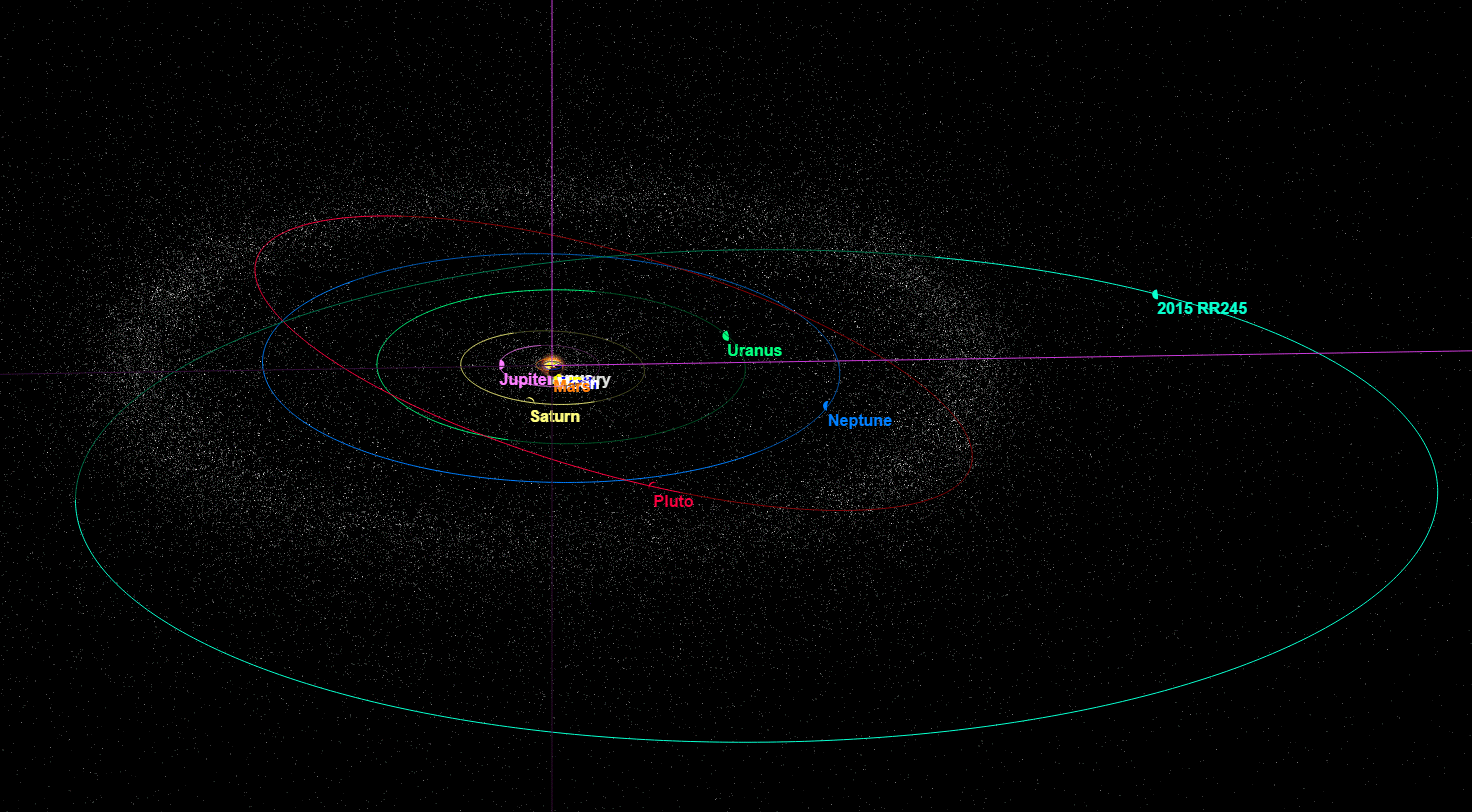
Umlaufbahn von 2015 RR_{245}

### Umlaufbahn
2015 RR245 umkreist die Sonne in 734,05 Jahren auf einer stark elliptischen Umlaufbahn zwischen 33,94 AE und 128,80 AE Abstand zu deren Zentrum. Die Bahnexzentrizität beträgt 0,583, die Bahn ist 7,58° gegenüber der Ekliptik geneigt. Der sonnennächste Punkt liegt damit immer noch außerhalb des Orbits des Neptun, dessen Bahn er daher nie kreuzt. Derzeit ist der Planetoid 62,78 AE von der Sonne entfernt. Das Perihel durchläuft er das nächste Mal 2093, der letzte Periheldurchlauf dürfte also im Jahre 1359 erfolgt sein.
2015 RR245 liegt in einer seltenen, stabilen 2:9-Bahnresonanz mit Neptun. Dies scheint jedoch nicht durch das ganze Zeitalter des Sonnensystems so gewesen zu sein; es ist wahrscheinlicher, dass der Asteroid zuvor zwischen verschiedenen Resonanzen gewandert ist und in den letzten 100 Millionen Jahre in der derzeitigen 2:9-Resonanz eingefangen wurde.
Marc Buie (DES) klassifiziert den Planetoiden als RKBO, während das Minor Planet Center ihn als SDO und allgemeiner auch als Distant Object einordnet.

### Größe
Die Größe des Objektes wird derzeit auf 670 km Durchmesser geschätzt; dieser Wert beruht auf einem angenommenen Rückstrahlvermögen von 21 %. Ausgehend von diesem Durchmesser ergibt sich eine Gesamtoberfläche von rund 1.410.000 km2. Die scheinbare Helligkeit von 2015 RR245 beträgt 22,24 m.
Damit ist es ein möglicher Kandidat für eine Einstufung als Zwergplanet durch die IAU. Eine Einstufung als Zwergplanet ist bisher nicht erfolgt, somit waren anderslautende Presseberichte verfrüht. Eine solche Einstufung ist nur dann zu erwarten, wenn der Nachweis einer ausreichenden Masse erbracht werden kann, in deren Folge das Objekt durch seine Eigengravitation ein hydrostatisches Gleichgewicht bildet und damit eine annähernd runde Form hat. Mike Brown schätzt den Durchmesser des Asteroiden auf 615 km auf Basis einer angenommenen Albedo von 10 % und einer absoluten Helligkeit von 4,2 m. Brown geht davon aus, dass es sich bei 2001 UR163 höchstwahrscheinlich um einen Zwergplaneten handelt.
| Jahr                                         | Abmessungen km | Quelle          |
| -------------------------------------------- | -------------- | --------------- |
| 2016                                         | 670,0          | Bannister u. a. |
| 2018                                         | 770,0          | Johnston        |
| 2018                                         | 615,0          | Brown           |
| Die präziseste Bestimmung ist fett markiert. |                |                 |